# Livet under en dag
Livet under en dag (engelska: Life in a Day) är en dokumentärfilm producerad av Ridley Scott och regisserat av Kevin Macdonald och som hade premiär på Sundance Film Festival den 27 januari 2011. Premiären streamades även direkt på YouTube.
Dokumentären är världens första långfilm med material från hela världen, filmat under en och samma dag, den 24 juli 2010. Allt material i filmen är filmat under den 24 juli 2010 och upplagt av användare på Youtube mellan 24 och 30 juli 2010. Filmen är 95 minuter lång och innehåller material från 4500 timmar av 80000 användare från 140 länder.
Musiken i filmen är skriven av den brittiska kompisötören Matthew Herbert och Harry Gregson-Williams. Filmens introduktionslåt framförs av Ellie Goulding. Den 24 januari 2011 meddelade National Geographic Films att de köpt rättigheterna till distributionen av filmen. Den 28 januari 2011 klockan 19.00, lokala-tider streamades filmen direkt gratis på Youtube.
I filmen besvaras även frågorna: vad du är rädd för, vad gillar du, vad får dig att skratta och vad har du i fickan. Språket i filmen är blandat och allt är översatt med undertext till engelska.